# Українсько-шріланкійські відносини
Українсько-шріланкійські відносини — відносини між Україною та Демократичною Соціалістичною Республікою Шрі-Ланка́. Шрі-Ланка визнала незалежність України 12 лютого 1992.
29 червня – 3 липня 2010 Україну відвідав президент Шрі-Ланки Махінда Раджапакса. Шрі-Ланку цікавили українські вантажівки, судна, металопродукція та військовий досвід.
9 січня 2012 року Україна та Шрі-Ланка обмінялися дипломатичними представництвами. Права та інтереси громадян України в Шрі-Ланці захищає Посольство України в Індії.